# バロン・タガログ

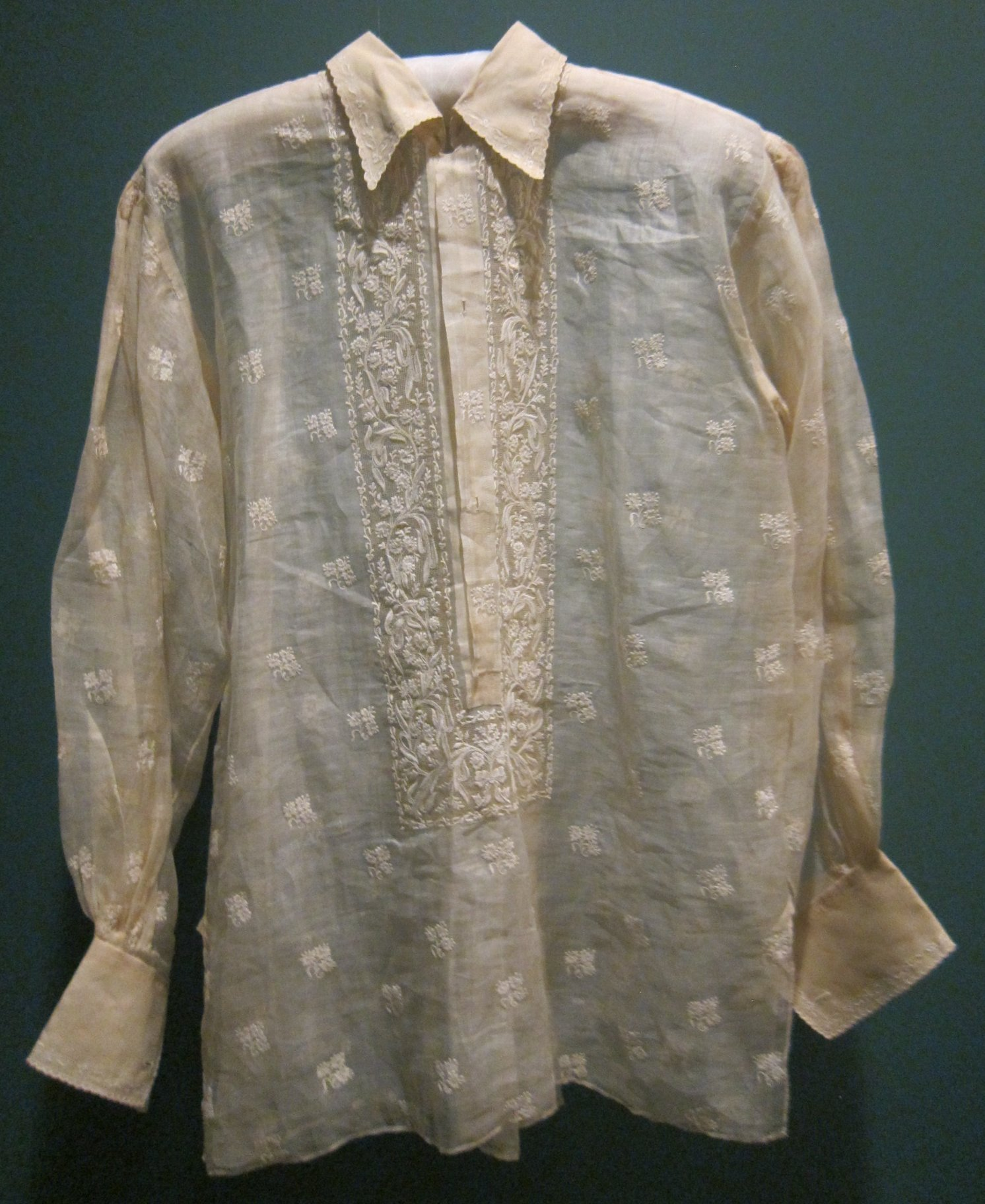
ピナ布製のバロン・タガログ。刺繍はペチェラ（シャツの前身頃）と袖のサボア（散らし柄）の両方がある例。（19世紀後半、ホノルル美術館収蔵）

バロン・タガログ（タガログ語: Barong tagalog）、通称バロン（時にはバロ baroとも）は、フィリピンの男性の民族衣装で正装用シャツ。刺繍が入った長袖のスタイルには、植民される以前の先住文化と植民したスペイン帝国の服装の両方から要素を取り入れた。伝統の素材は薄手の布地（タガログ語: nipis）を使い、素材はピニャまたはマニラアサである。現代ではシルクやラミー、ポリエステルなど安価な布地も使う。バロン・タガログはフィリピン語に定着したスペイン語（英語）でカミサ・フエラ（「アウターシャツ」）とも呼ばれていた。
フィリピンの習俗（英語）では一般礼装またはセミフォーマルと位置付けされている。生地が透けるため下にアンダーシャツを着用、必ずズボンのベルトをとめた上に裾を出すことと、足元はドレスシューズを履くことが正装の条件であった。対になる女性の正装バロト・サヤには2パターンあり、そのうちドレススタイルのマリア・クララはバロン・タガログと同格の礼装である。

## 語源
本来は「バロン・タガログ」と呼んだが、現代のフィリピン語では通常「バロン」に短縮される。タガログ語で「服」または「衣類」を意味する単語「バロ」baro から派生した言葉であり、バロンは通常、文中で頭文字を大文字で記さない。
名称の由来については、字句通りなら「タガログ族の衣装」を指すものの、現実には民族集団の違いを超えた、いわば同じ国民共通の衣装として認識される。歴史を見るとスペイン植民地時代、フィリピンの低地地方に暮らしてキリスト教に入信した人々は、男女ともに西洋風の礼服が整い、男性用のこのシャツと女性用のバロト・サヤが定着した。「自分たち先住民（西: indio）の衣装」であり、西洋人の衣装と区別して名付けられた。

## 成り立ち

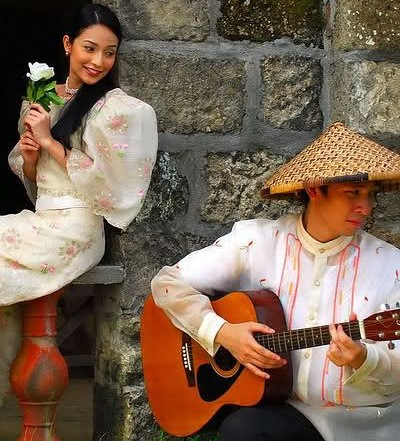
右：サラコット（en）をかぶりバロン・タガログを着た男性。左：女性の衣装は礼装の「テルノ」（バロト・サヤ）。

この礼装用のシャツを仕立てる用布は「二ピス」と呼ばれるピナやマニラ麻の織物で、薄く軽量でありながらパリッとしている。その透けるシャツの下には「カミソン」または「カミセタ」という半袖または長袖のアンダーシャツを着る。礼装はベルトを着用するズボンとドレスシューズを揃え、もし帽子をかぶるときは傘形のサラコット（Salakot）またはブンタル（Buntaro）が適している。この取り合わせはフィリピン固有の文化とスペインの伝統双方の要素の合成である。

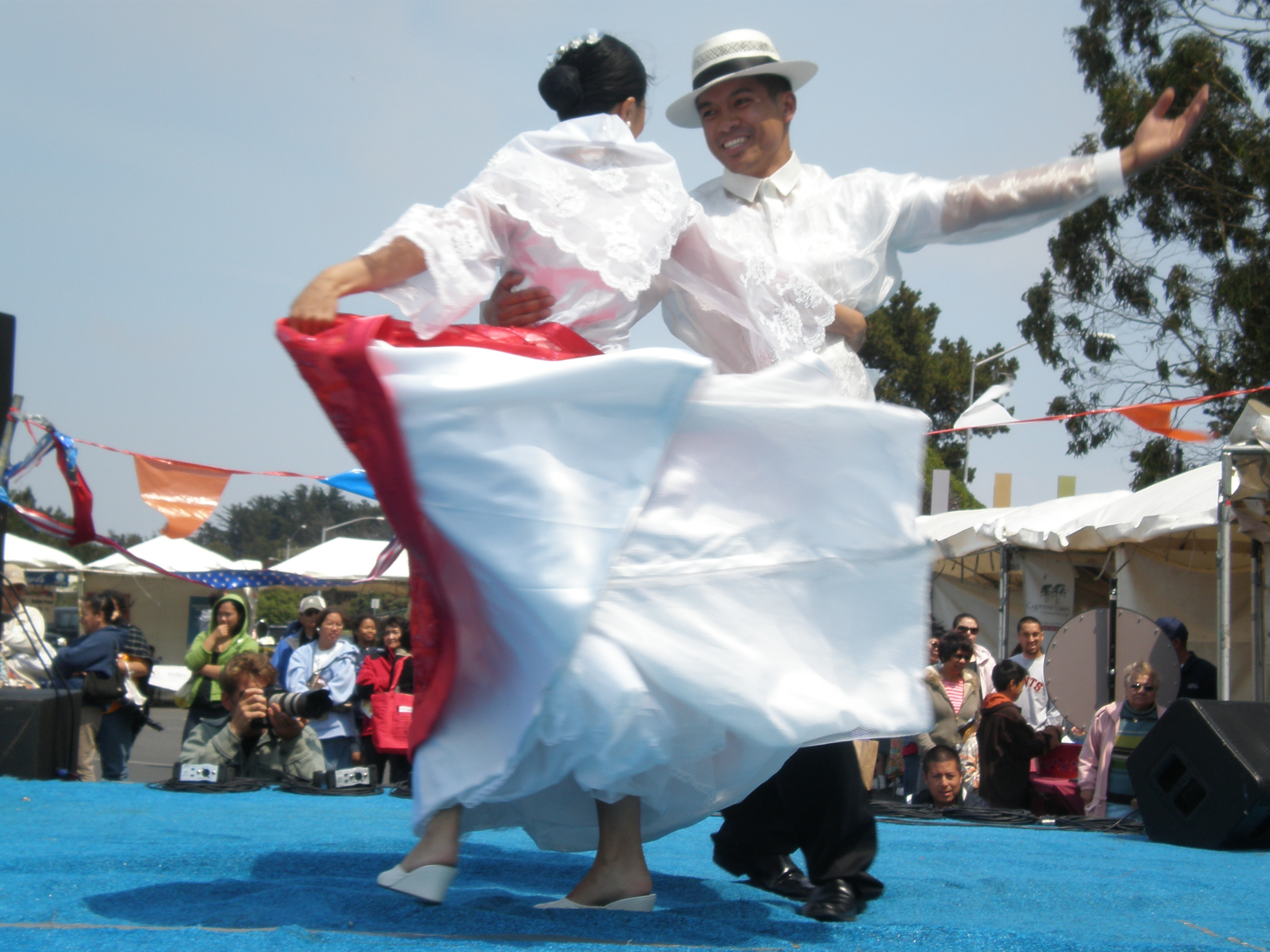
礼装で「イオタ・カガヤナ」を踊るブンタル帽（男性）とトライェ・デ・メスティツァ（en＝女性）

バロン・タガログには長袖、刺繡、ボタン（胸の上半分または前あき）、ポケットを付けないという特徴と、ゆったりとしたサイズ、裾の両側にスリットがある点も共通する。スタイルにはデザインや素材によりかなり幅があり、これまで素材は着用者の社会階級と、着ていく場所のフォーマル度によって決まっていた。ニピスをふくむ上質で薄手の素材は主に上流階級が求め、着る機会は祭礼である。綿やシナマイなど、安価で透け感のない素材は社会階級が中流より低い人または日常着に用いた。素材の質と刺繡の複雑さを見ると、着用者の地位と富をおおよそ推測できるとされる。
刺繡をほどこすシャツの前側を「ペチェラ」と呼ぶ。スペイン語の「ペチョ＝胸」が語源で、鎖骨から下の前身頃の中心線をはさんだ長方形の部分である。さらにシャツ全体に縫い取りをする「サボグ」もある。刺繍には糸を抜いて刺繍で補強するドロンワーク（カラド）、ベヴェネツィアンレースという手法が見られる。また生地の裏側にわたす糸の密度で表面に模様が透けるシャドウ刺繍を組み合わせたり、「スクスク」と呼び、生地を細かく折って糸で縫いとめるプリーツ細工を施したり、手書きの自由なデザインをステッチで表現するなど、装飾も認められている。
男性用の衣装を女性用にアレンジしたものもあり、特権意識（プレタポルテ）がない象徴つまりオートクチュール感覚を示唆する。あるいはまた、説得力のある権威を目に見える形で示すパワードレッシングのひとつとして、たとえば女性政治家なら大統領時代のコラソン・アキノが活用した。しかし、正式には男性礼装に対する女性礼装はバロト・サヤ、さらに上位のトライェ・デ・メスティツァであり、どちらも起源は植民される前にさかのぼる。

## 歴史

### 植民前

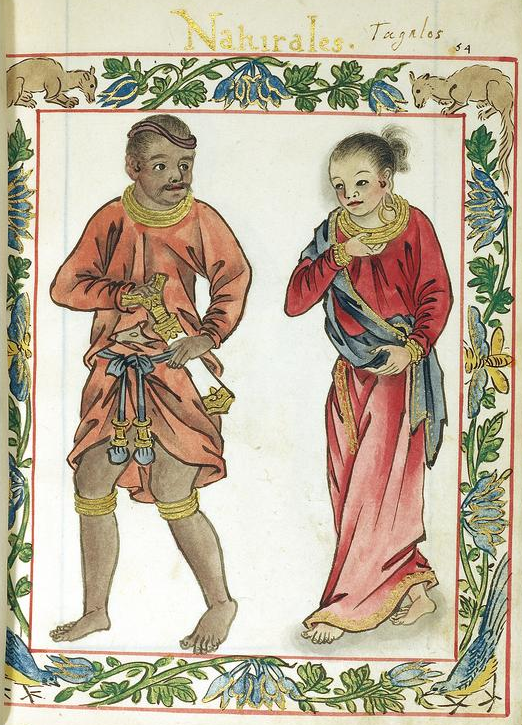
タガログ・マギヌー（貴族）がバロを着用した姿。（1590年前後、ボクサーコーデックス）

タガログ語の「バロ」は「シャツ」または「衣類」を意味し、地方によりバルやバユと呼ぶ。植民化以前のフィリピン（900年-1565年頃）（英語）ではほとんどの民族グループが、男女の別なく着用した。バロとは襟なしのシンプルなシャツやジャケットのことで、腕に沿う長袖にはあまりゆとりを持たせない。スペイン人は「カンガ」または「チャメレッタ」と呼んだ。地域で産するアバカ（マニラアサ）から繊維をとって織った布の風合いは、粗いリネンに似ている。その他に輸入生地で仕立てることもあり、シルク、綿、カポック繊維の布で縫った 。タガログの男性はこのシャツと、一般にたっぷりと装飾したサラウアルあるいはサラワル（タガログ語: salaual・salawal）という長方形の布を腰に巻き膝丈に調整した。布端を後ろから足の間を通して前で止める着装はインドのドウティに似て、丈はもっと短めである。女性はタピス（Tapis）（英語）という巻きスカートを身につけた。
バロ（シャツ）の丈は通常は腰の少し下までである。ビサヤ諸島の習俗ではバロの袖は短めで、やはり腰布を巻いた。また男性用のローブともマントとも言える色鮮やかな一種のバロがあり（西: marlota・baquero）、丈は膝下まで達する。これを着る場合には腰にベルトを巻くこともあった。タガログ族の間で貴族（maginoo（英語））または戦士のカースト（maharlika（英語））のみ衣装に赤く染めた布と金の縁取りを採用して良いと認められた。古来のバロのデザインには交易や近隣地域との接触が影響を与え、中でも南アジアの長袖で襟なしのシャツクルタ（女性用はクルティ）の特徴が反映された。

### スペイン植民地時代

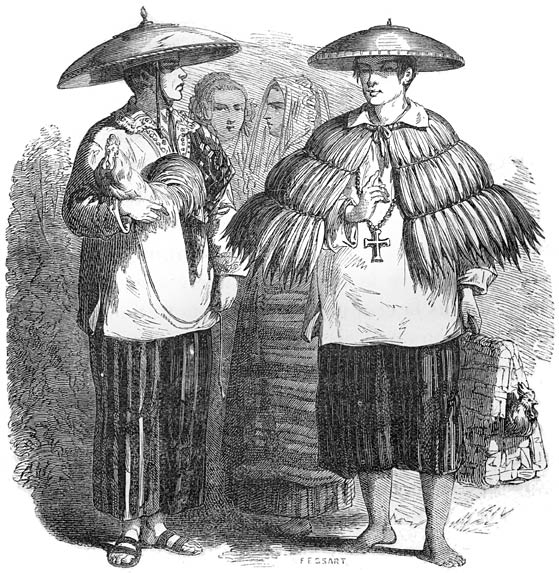
伝統的なタガログ族（en）のバロン・タガログの上下で、労働者階級の庶民が着た。雨合羽とサラコット帽を合わせた。（スペイン植民地時代の1855年頃）

スペイン植民地時代（1565年-1898年）（英語）のフィリピン服飾史の初期は記録が多くなく、植民地時代以前のバロから現代まで、バロン・タガログの正確な進化を示すことはできない。それでも挿絵や文面で残された説明に基づくと、植民初期のバロはまだ庶民ばかりが身につけており、植民地時代前のバロとほとんど変わっていなかった。素材は透明感のないリネンに似たマニラアサの織地を使ったり、まだ襟もなくボタンや刺繡などはない。仕立て服（クチュリエ）のホセ「ピトイ」モレノによると、この過渡期のバロ（シャツ）は、のちの世紀の「カミサ・ド・チノ」（中国風カミサ）を経てバロン・タガログへと発展したという仮説が立てられる。18世紀のフィリピン上流階級は「プリンキパリア」と呼ばれ、その内訳は先住民とメスティーソであるが常にヨーロッパ風の服を着ていたことがわかった。

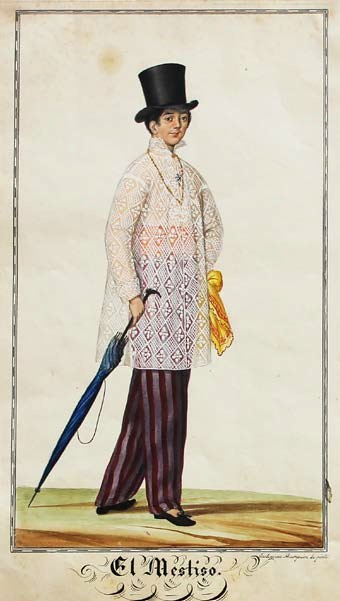
ひだ襟付きのバロン・マハバ。フスティニャーノ・アスンシオン（en）著『エル・メスティソ』掲載（1841年頃）

最初に現れたバロンは、1820年代から目立つようになった「バロン・マハバ」つまり「（丈の）長いバロ」である。エリート層の先住民とメスティーソの間で支持を得た。膝の少し上まで届き、現代のバロン・タガログよりもはるかに丈が長かった。また通常、青や赤、緑など大胆な色で用布に縞模様を織り出してあり、すでに現代のバロン・タガログの特徴を示し、薄手のニピス素材に刺繡、長袖で見頃の両側にスリットが入り、ゆったりしたシルエットである。ただしバロン・マハバの初期にボタンを使った例はほとんど見られず、高い襟や、幅の細いクラバット（Cravat）のついたエリザベス朝の襞襟（ひだえり）を備えた。合わせるズボンは縞柄や市松模様、格子縞など織り柄入りのカラフルなストレートカットで、輸入生地のマドラス木綿（カンバヤ）、ラヤディロ（Rayadillo）、キャラコで縫った。シルクハットに足元はスリッポンシューズで、刺繍入りのベルベットあるいは革靴（コルチョ）であった。バロン・マハバはゆったりと着用し、シャツのウエスト周りに開口部が3つあり、シルクの紐でシャツの上からまたは下を縛ることもあった。薄手の生地で縫ったバロン・マハバには必ずアンダーシャツを着用し、一般の人々はそれだけを身につけて暮らしていた。

バロン・マハバは1840年代には、ほぼ時代遅れになり、同時期に現代の「古典的な」バロン・タガログへと進化した。薄手の生地などバロンの特徴を維持しながら、丈はどんどん短くなり派手な折り襟はあまり見られなくなった。山高帽（sombrero hongo）や先住文化のバンタルハットなどの小さな帽子もバロンに合わせ、身に着けるズボンは最初こそたっぷりと余裕があったが、19世紀末にかけて徐々に現代の裾幅へと収まっていく。数十年の間、カラフルな数色の糸で織った生地を使ったバロン・マハバと対照的に、バロン・タガログは落ち着いた単色になり、19世紀半ば以降のバロン・タガログの上下は黒と白、青と白または全身白の組み合わせに集約される。庶民用のバロも一般に白いシルクのズボンと組み合わせ、茶色や青などの暗い色に人気があった。

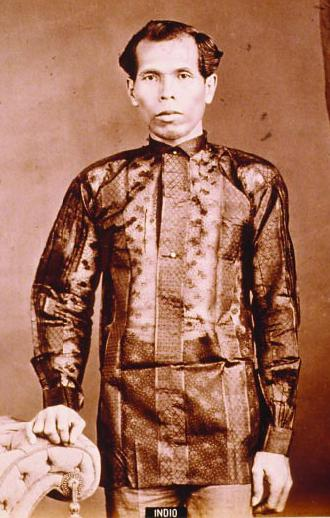
濃い色のバロン・タガログ姿（スペイン国立図書館所蔵、1870年頃）

このタイプのバロン・タガログは、公務員やビジネスマンならジャケット（チャケタ）の下に日頃から身に着けていた。洋装を好んだ先住民やメスティーソも、薄手のバロは祭礼または教会の礼拝に出席するため、あるいはダンスなどのレジャーに着用した。それでも洋装のスーツはilustrado教育を受けた学生の間で急速に多くのファンを惹きつけた。
この時期のバロン・タガログの変種で注目するなら「バロ・セラーダ」は1900年代初頭まで人気があった。名前が意味する「閉じたバロ」とは襟をきちんと閉じたスタイルに由来し、透け感のない布で色は白または暗色、下に白いズボンを合わせた。
よく耳にする説では、先住民はスペインの植民者から強制されてバロン・タガログを着た、あるいは支配階級と区別するためシャツの尾（後ろ端）をズボンの外に出すよう命じられたと伝わり、生地が半透明なのも着用者が下に武器を隠していないと示すためとも言われてきた。だが16世紀から19世紀後半まで、これが正しいと証明する歴史的な記録はない。薄手の素材の使用を義務付けたり、男性のシャツの裾をズボンの中に入れるなと禁じた規制はなく、あるいはバロは植民地時代の前から常に裾を外に出して着用され、半透明のニピス地を用いるのは19世紀を待つことになる。
スペイン植民下でも、階級ごとに着用するスタイルあるいは布は時代により異なり、決め手は法律ではなく、流行や富、階級の区別であった。植民地時代、庶民が着たバロはほとんど全て安価で耐久性のある織物で透け感はなかった。ニピス地は高価で、主に上流階級のものであり、ヨーロッパ人に限定されたというよりも、スペイン語でインディオと呼ばれた先住民（植民以前からの貴族の子孫）とメスティーソ やプリンキパリア（上流貴族の一部 ）も身につけた。
社会階層にかかわらず、富裕になるとバロン・タガログと洋装を着ていたし、それが流行でもあった。バロン・タガログを着用しないのはヨーロッパ系の人のほとんどで、人種を指す言葉で呼ばれた人々はむしろ洋装を否定して先住民の服装を着続けた（insulares、criollos、peninsulares（スペイン語）、）。

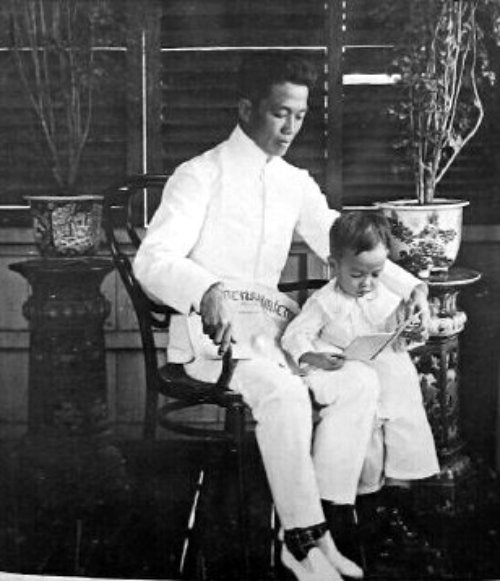
バロ・セラーダで正装したエミリオ・アギナルドと息子（1906年）

フィリピンがアメリカ植民地時代 (1898年-1946年) を迎えると、バロン・タガログの人気はさらに衰退えた。フィリピンで正装を求められる場や役割は「アメリカーナ」（スーツ）とタキシードが当たり前になっていく。女性は対照的に、かつてのテルノを近代風にアレンジしたり、新しくバロト・サヤという礼装がだんだんまとまって、後世のサフラジェット（女権運動家）が取り入れることになる。バロ・セラーダは正装ではなく、肩のこらないカジュアルな服装として人気があった。
19世紀末から第二次世界大戦の時期、目に付くのは「連邦バロン・タガログ」というスタイルである。コモンウェルス期のマニュエル・L・ケソン大統領が身につけ、母国とアメリカ合衆国の旗を刺繍してあった。ただしケソンは礼装の場でこれを例外とすると、主にアメリカ風の背広姿や男性正装を着用し、取り立ててバロン・タガログを着ようと呼びかけてはいない。

### 近代

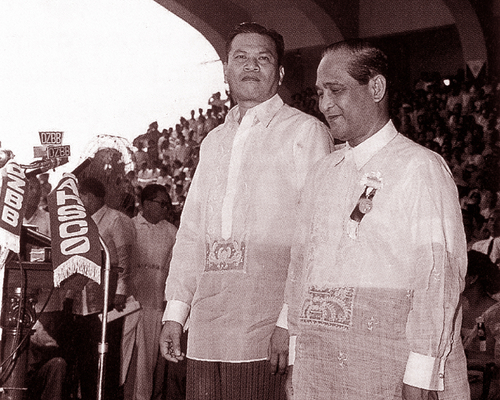
ラモン・マグサイサイと（のちの）後継 者カルロス・P・ガルシア副大統領。1953年12月30日の就任式。

フィリピン独立の1946年7月4日ののちも、引き続き、正装の主流はマニュエル・ロハスとエルピディオ・キリノ両大統領が着用した洋装のスーツとネクタイ（アメリカーナ）であった。しかし1953年に「大衆の代表」としてラモン・マグサイサイが大統領選挙に勝ち、わざわざバロン・タガログを着用して就任式に臨んだ。マスコミは植民地時代の過去と独立国フィリピンとの「断絶」の象徴として、前任者キリノは西洋風のスーツ姿で去っていき、バロン・タガログ姿で就任する新大統領マグサイサイを対比して見せた。その後も大統領は国事にはバロン・タガログ姿を貫き、公務でも私人としても揺るがなかった。現代のフィリピンの公人でこれほどバロン・タガログのみ着用した人物に前例はなかった。やがて代々のフィリピン大統領（英語 ）が踏襲し、1960年代のディオスダド・マカパガルの任期には正装としての地位を取り戻した。わけてもフェルディナンド・マルコスはほぼ必ずバロン・タガログで正装し、1975年にバロン・タガログとバロト・サヤを公認の民族衣装として法制化した。合わせて6月5日から11日を「バロン・タガログ週間」と宣言した。

マルコスの命令を受けて、公的機関と民間企業の従業員の制服および学校の制服としてバロン・タガログは広く義務化され、1970年代から1980年代にはフィリピン航空、アヤラ・コーポレーション、アライド銀行などが制服に採用した。同期間に準正装や略装のさまざまなバロン・タガログが開発されると、半袖（ポロ・バロン）や麻布のバロンが出現。最高裁判所判事ヒラリオ・ダビデ・ジュニア（Hilario_Davide_Jr.）の命令により当時のフィリピン司法府（Judiciary of the Philippines）の全従業員はバロン・タガログの着用を義務化された（1998年）。
戦後まもないフィリピンで正装と見なされたものの、まだ花婿の服装として人気は出なかった。結婚式というと花嫁は伝統衣装のテルノ姿、新郎は洋装で臨んだ。ところが状況は1990年代に逆転し、ほとんどの花婿はバロン・タガログ、花嫁は洋風のウェディングドレスを好むようになった。

## さまざまな素材

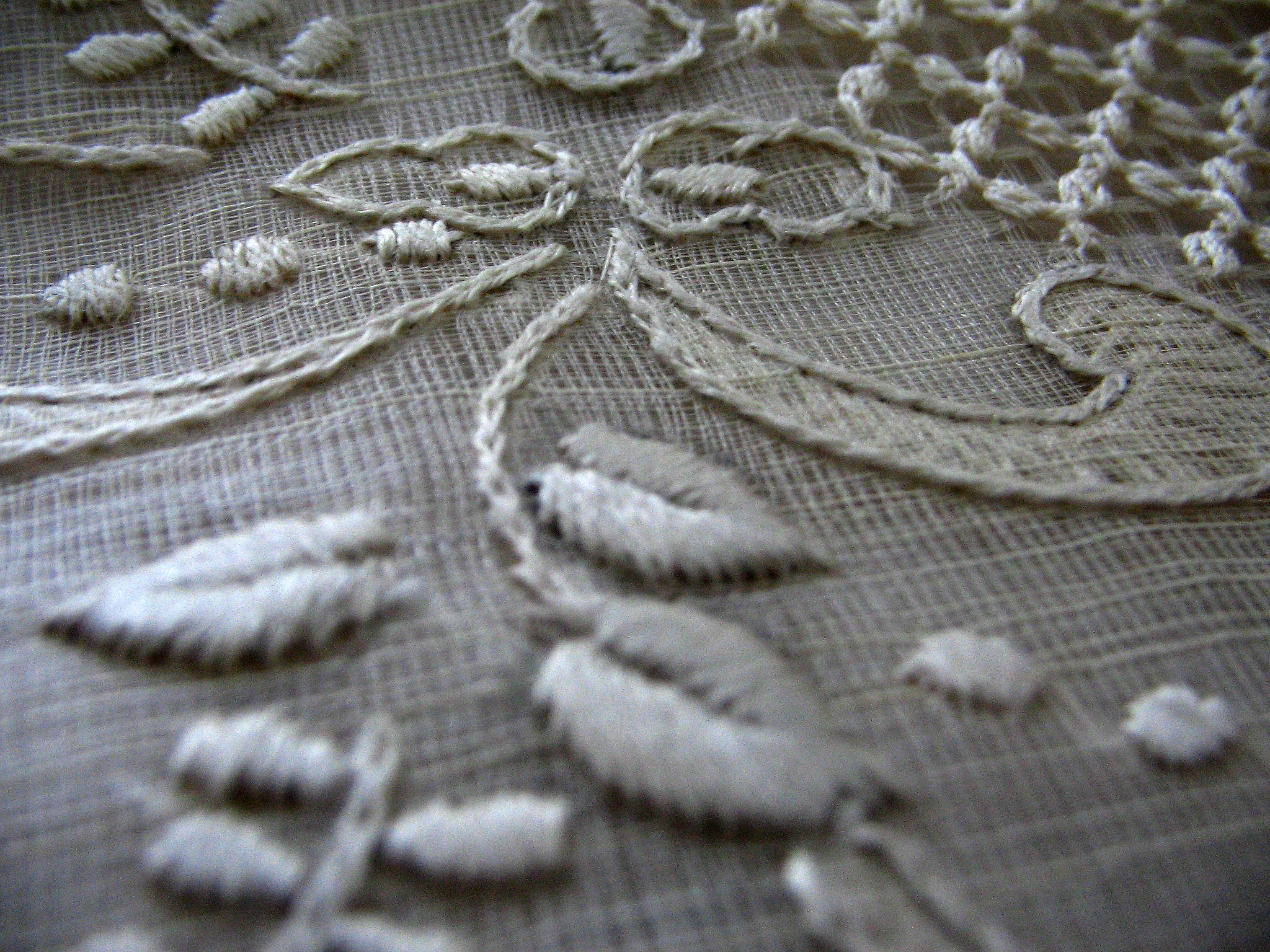
バロン・タガログの生地と刺繡（拡大）

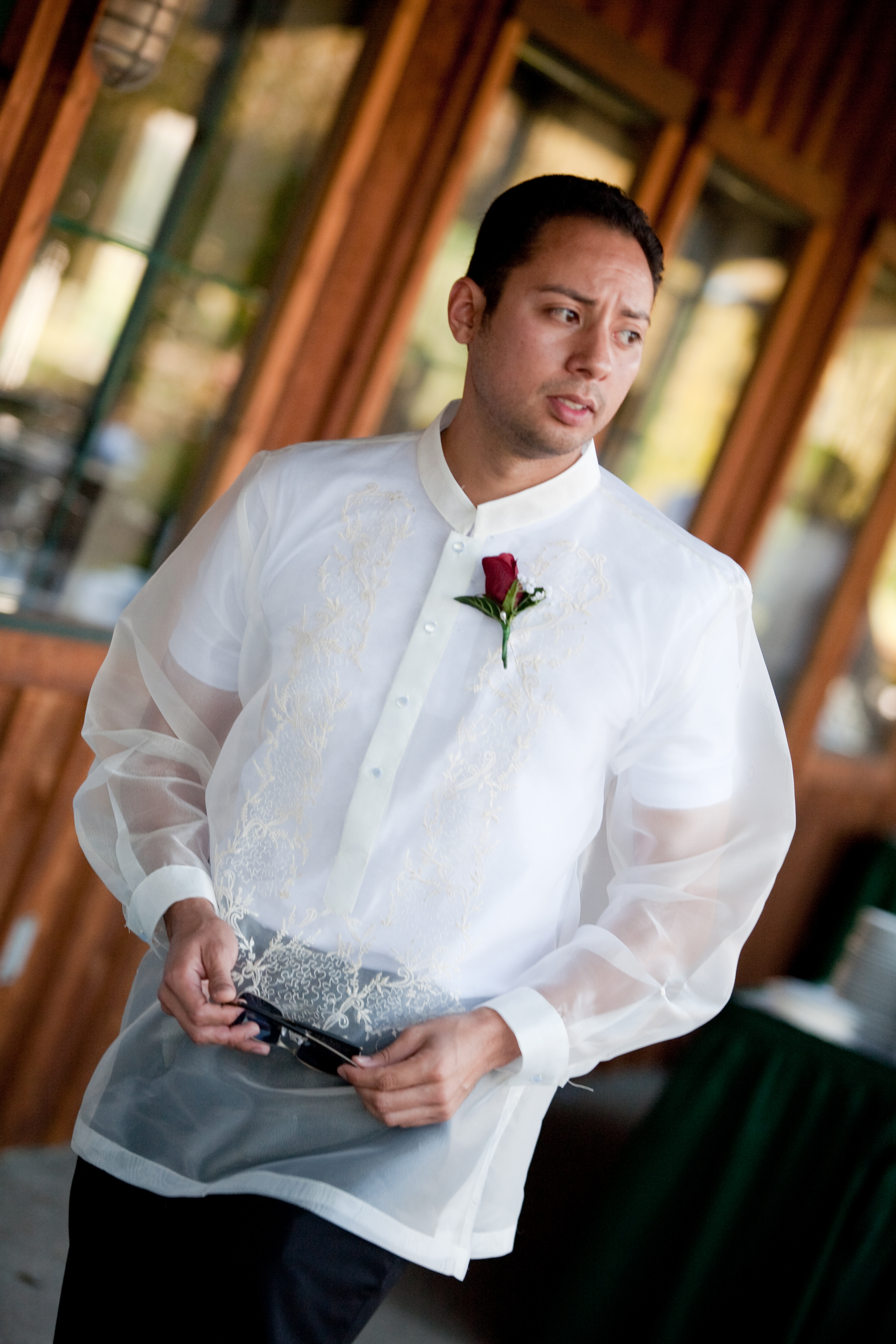
結婚式用の典型的なバロン・タガログ（オーガンジー）

最高級のバロン・タガログは、国産のさまざまな薄手の生地で作る。最も一般的な伝統の素材は以下のとおり。伝統派でも2種の異素材の組み合わせもでき（綿とジュシ、またはシルクとピニャなど）、略装なら綿素材、リネン、ポリエステルまたはラミーなど透け感のない一般的な織地も利用できる。
- ピニャ - 伝統的な薄手の生地。パイナップルの葉から糸をとり、手織りする。シルクのような上質な光沢があり、色味は自然な黄っぽさが特徴。生地製造の難しさ、品質および希少性により、バロン・タガログの最も高価で非常に貴重な素材。繊維の太さが不均一なため、生地に縞模様があるように見える[20][21]。
- ピニャセダ - ピニャとシルク（セダ）の繊維を織り交ぜた伝統の生地。100％ピニャ繊維で織ったものより安価で、他の素材より高価。横糸はピニャ糸の特徴を示し縦糸に絹糸を使い、ピニャ織よりも色味は明るい[20][21][22]。
- ジュシ - マニラアサの糸を手織りした伝統の薄手の生地。上品な質感と自然なオフホワイトの色が特徴。古典的な素材の一つでピニャより安価。経年変化に弱く糸が切れやすくなる。一般に絹、綿または他の繊維を織り交ぜる。原料はバナナ繊維というのは誤認である[18]。1960年代以降、「ジュシ」とラベルに記してある製品のほとんどはジュシリン（jusilyn）または薄手の平織りの木綿オーガンジー（フランス語版）である。伝統の素材ではないものの安価な機械織りの代替品で、主に中国製が出回った[23]。
- ピニャ・ジュシ -ピニャ糸×絹糸に似て、ジュシとピニャを織り交ぜる。ピニャ生地より安価でも、ジュシ生地より高い[24]。
- Pinukpok[訳語疑問点] - マニラアサの糸を織ったビコル地方伝統[25]の生地で縫う。目が粗く透け感はない。
- シナメイ（Sinamay） - マニラアサを原料に、ざっくりと織った伝統の生地。同じアバカ織でも安価で、表面がざらざらする。
- ジュシリン（Jusilyn） - シルクまたは綿とポリエステルを織った機械織機製で、ジュシ生地の模造品を意図して開発された。安価で透け感はない。ピニャ生地と比べると、質感の滑らかさとオフホワイトの色が特徴で、糸の太さにムラが少なく織地に縞柄が出ない。表面加工でピニャ地を模倣する技術もあり、「ピニャもどき」または「ピニャと絹の交織」という売り方をすることもある[18][26][22]。
- オーガンジー - 別名チャイナシルク、ポリエステル糸の機械織りの生地。光沢が強すぎるが、質感はとても均一。正装用バロン・タガログで最も安価な素材[18][23]。

## さまざまな派生形
バロンと呼ぶと、一般にカジュアルなスタイルを指し、正装版はほぼ間違いなく「バロン・タガログ」と呼ぶ。次のような派生形がある。

### 昔

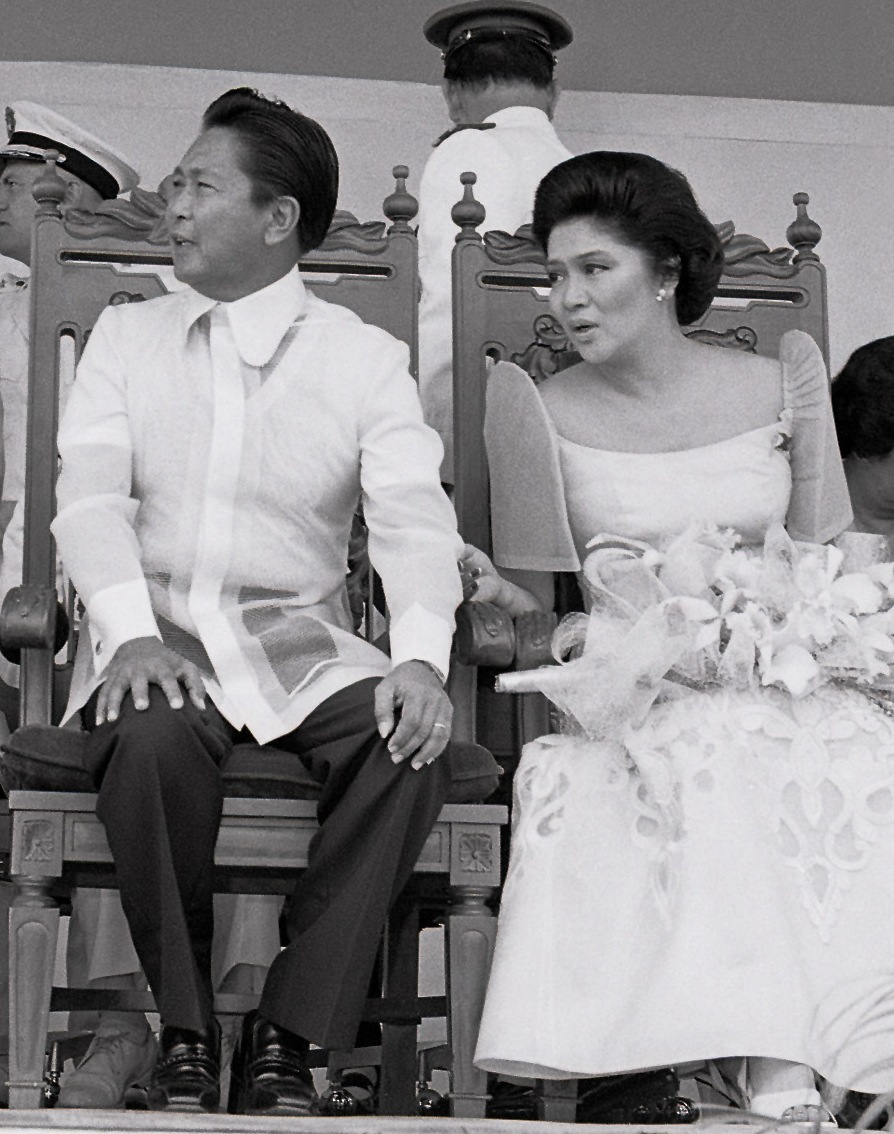
1979年のクラーク空軍基地交代式に列席したフェルディナンド・マルコス（ピエール・カルダン製バロン・タガログ）とイメルダ・マルコス（テルノ）

- バロン・マハバ（「丈の長いバロ」）　19世紀初頭に人気があった。現代のバロン・タガログよりもはるかに長く、膝のすぐ上に達した。素材は薄手（通常は縦縞）、一般に下に合わせるズボンは縞模様のストレートカット。通常はゆったりとしたサイズを着用し、腰のあたりをベルトで締めることもある。襟元に飾りが見られ、エリザベス朝風のラフその他、さまざまな襟の形状が特色[6]。
- アメリカーナ・セラーダ（cerrada）、バロ・セラーダとは1890年代初期、アメリカ植民地時代に流行したバロン・タガログの一種。「閉じたシャツ」を意味する名前のとおり、首元をきちんと閉じて着る。不透明な素材（白または暗色）で縫い、通常は白いズボンと一緒に着用した。アメリカ植民時代にはアメリカンスタイルのスーツ（正装）と対照的に、日常着として用いた。
- Pinukpokは19世紀半ばから見られ、丈長のバロン・タガログの応用形でコートのように用いた。名前は「殴られたもの」を意味し、生地の原料の加工「pinukpok」に由来する。布に織る前に、マニラアサを束ねて手作業で叩き、繊維を取り出す作業のこと。村の指導者や市長（tenientes del barrio、gobernadorcillos （スペイン語））など、行政府の関係者がオーバーコートとして着用した[16]。現在ではマニラアサを織った伝統的な面を備え、正式な不透明なバロン・タガログにも適用される[25]。

### 現代
- フェルディナンド・マルコスが愛用したピエール・カルダンのバロン・タガログ。独得の現代的礼服で、同社のファッションデザイナー、ジャン＝ポール・ゴルチエが手がけ、1970年代のファッションを反映した。カッティングは体にフィット、特大の襟は芯地を貼って「エルヴィス・プレスリー風」にかっちりとさせ、幅広の袖はカフスで袖口をとめつける。スラックスはすそ幅が広い[9][20][7][27]。
- ポロ・バロンとは半袖のバロン・タガログで、素材は麻、ラミーまたは木綿。いちばんカジュアルで、オフィス用のスーツとネクタイに相当する。
- グソット・マヤマンは使う生地がリネンまたはリネンに近いもの。リネン・バロン（Gusót-mayaman）（タガログ語）つまり「金持ちのしわくしゃ（シャツ）」という意味。紙のようにしわが寄る特性から公の場で着用すると見栄えが良くない点、それしか着ていけない人々の社会的地位を揶揄する意味も込められた呼び名。正装用ではないイメージカラ、日常のオフィスウェア用にも適用[28][29]。
- シャツ・ジャック・バロンは、ポリエステル混紡の綿、綿麻混紡や、化繊のグソットマヤマン用の生地を使ってシャツ・ジャック式に裁断する。政治家には選挙活動や選挙区視察に着ていけると人気があり、外観はカジュアルからドレスアップまでいろいろな印象を与える。ただし、非常にフォーマルな機会には不向きとされ、結婚式への出席などは避ける。

## グアヤベラとの関係
19世紀後半から広まった「グアヤベラ」Guayabera というラテンアメリカのシャツは、コミュニティでバロン・タガログが基本とも考えられる。南米航路マニラ・ガレオンを介して最初にメキシコに導入された可能性があり、ピニャやマニラアサの生地が手配できない場合、地元産の生地を使って適応してきた。ユカタン州の伝統衣装はグアヤベラの変種で、今も現地の言葉では「フィリピンのシャツ」と呼ばれる。

## ギャラリー

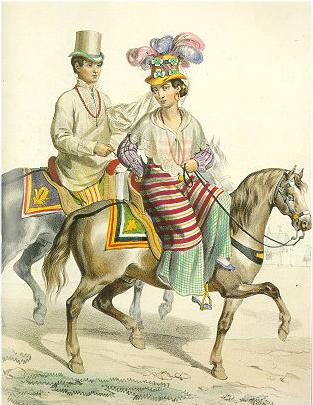
メスティーソの男女の礼装。バロン・タガログ（左）とバロト・サヤ（右）。（ジャン・マレー・デ・バッシラン Jean Mallet de Bassilan 作、1846年頃）
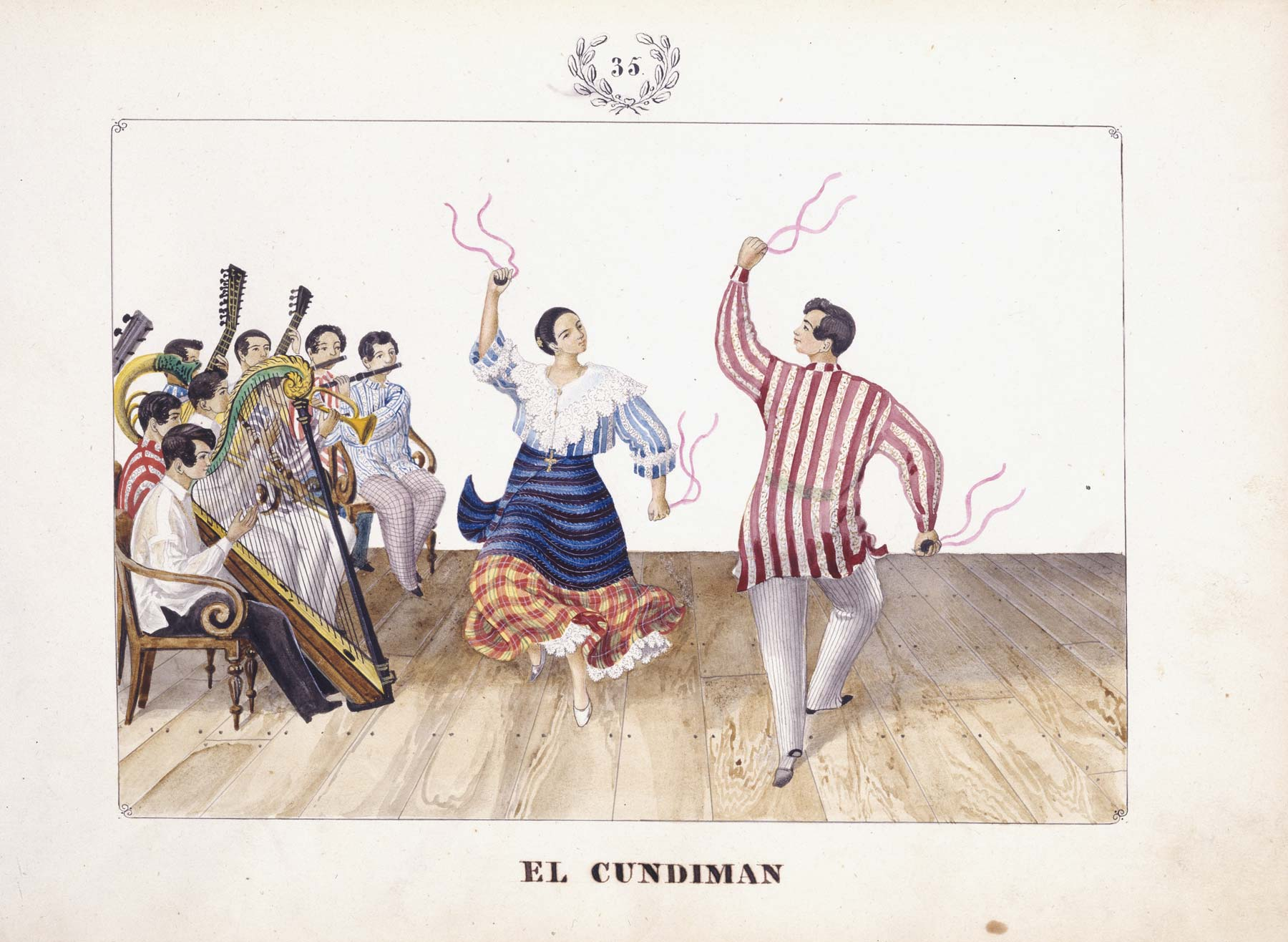
バロト・サヤ（左）とカラフルな縞柄のバロン・タガログ（右、『Kundiman』掲載、ホセ・オノラート・ロザーノ  Honorato Lozanoの（1847年頃）
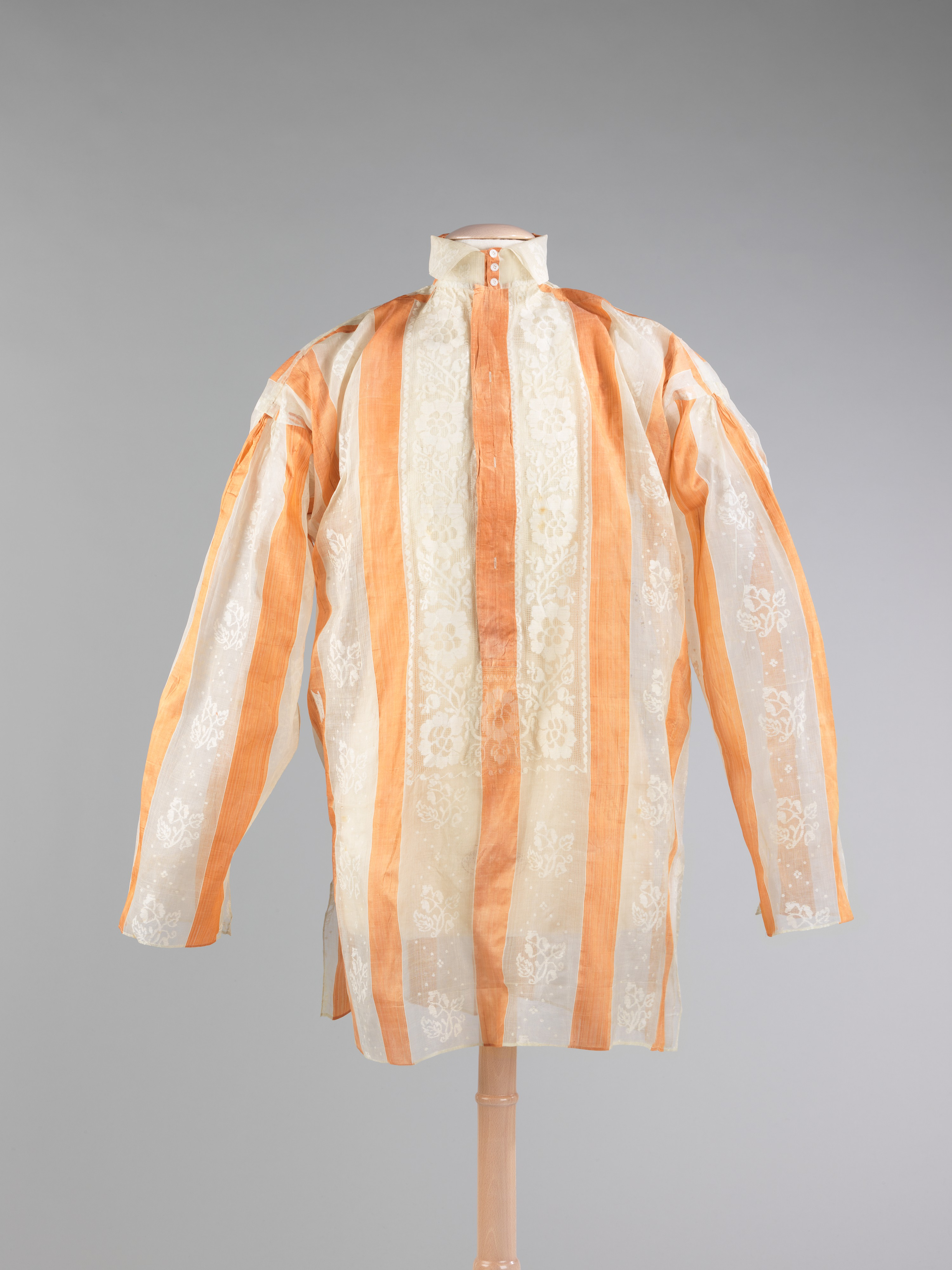
縞模様のバロン・タガログ、ピニャ布製（メトロポリタン美術館、1850年頃）
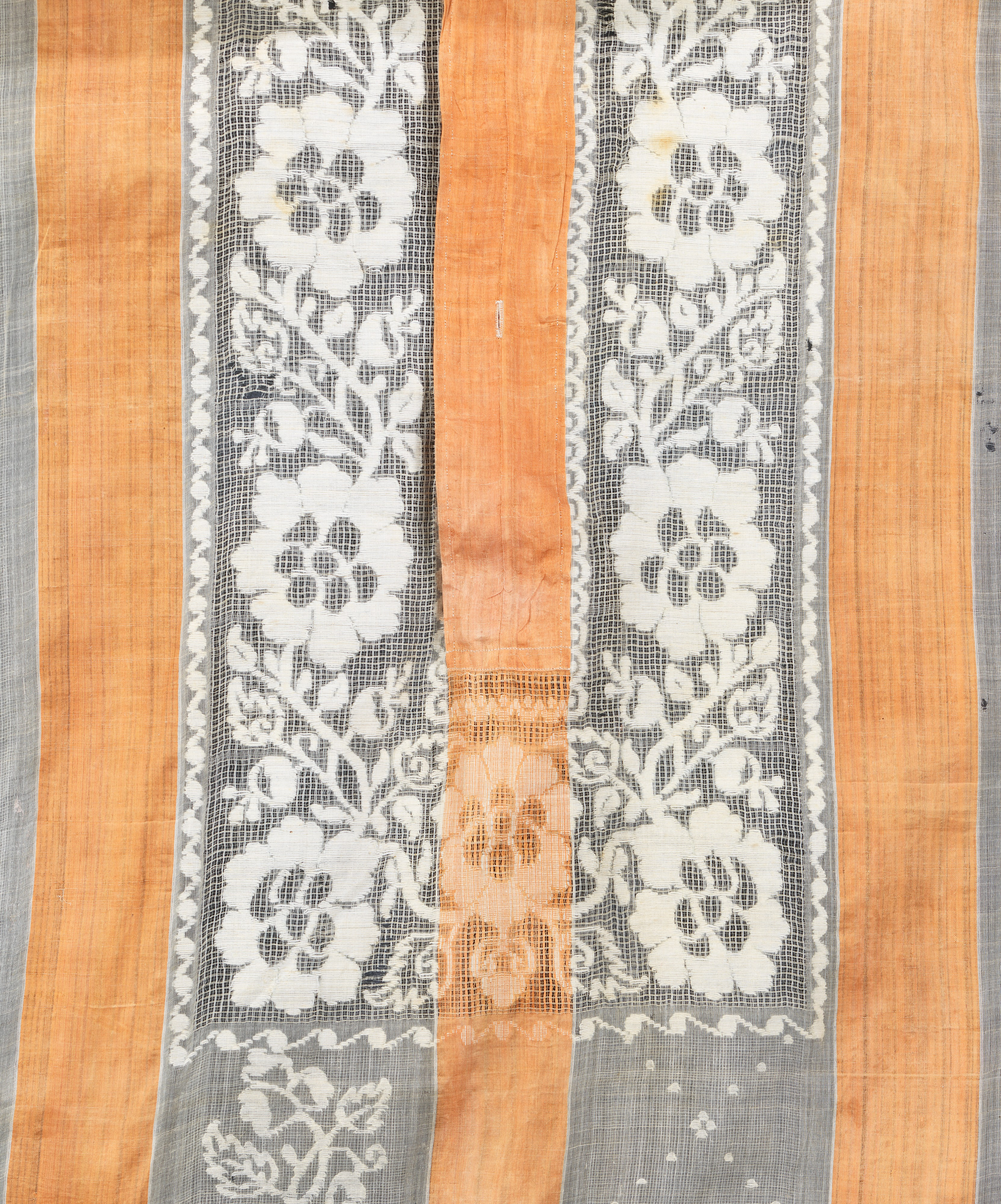
バロン・タガログの刺繍部分（ペチェラ）ピニャ布製、刺繍はカラド柄（Calado、拡大、1850年頃）
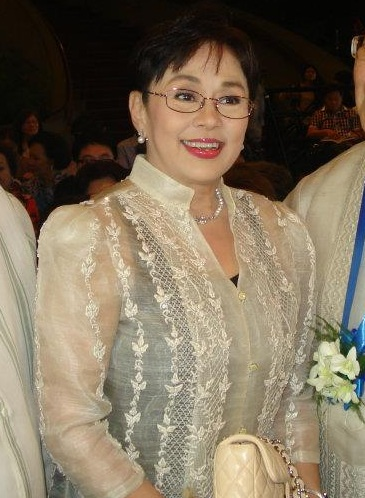
バロン・タガログを女性用にアレンジしたスタイル。ヴィルマ・サントス議員 Vilma Santos。
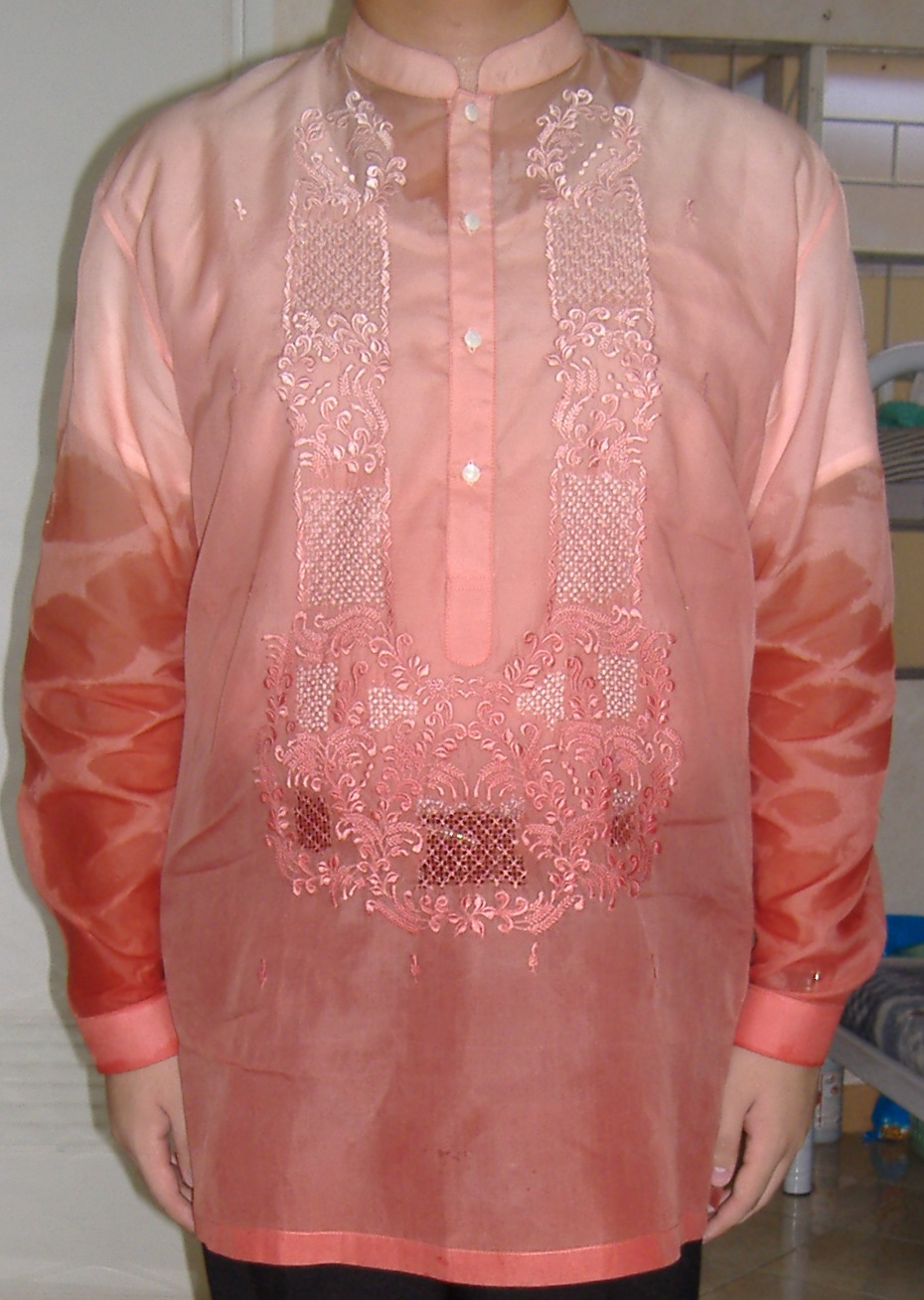
逆光で撮影すると下に着たものが透け（すけ）て見える。
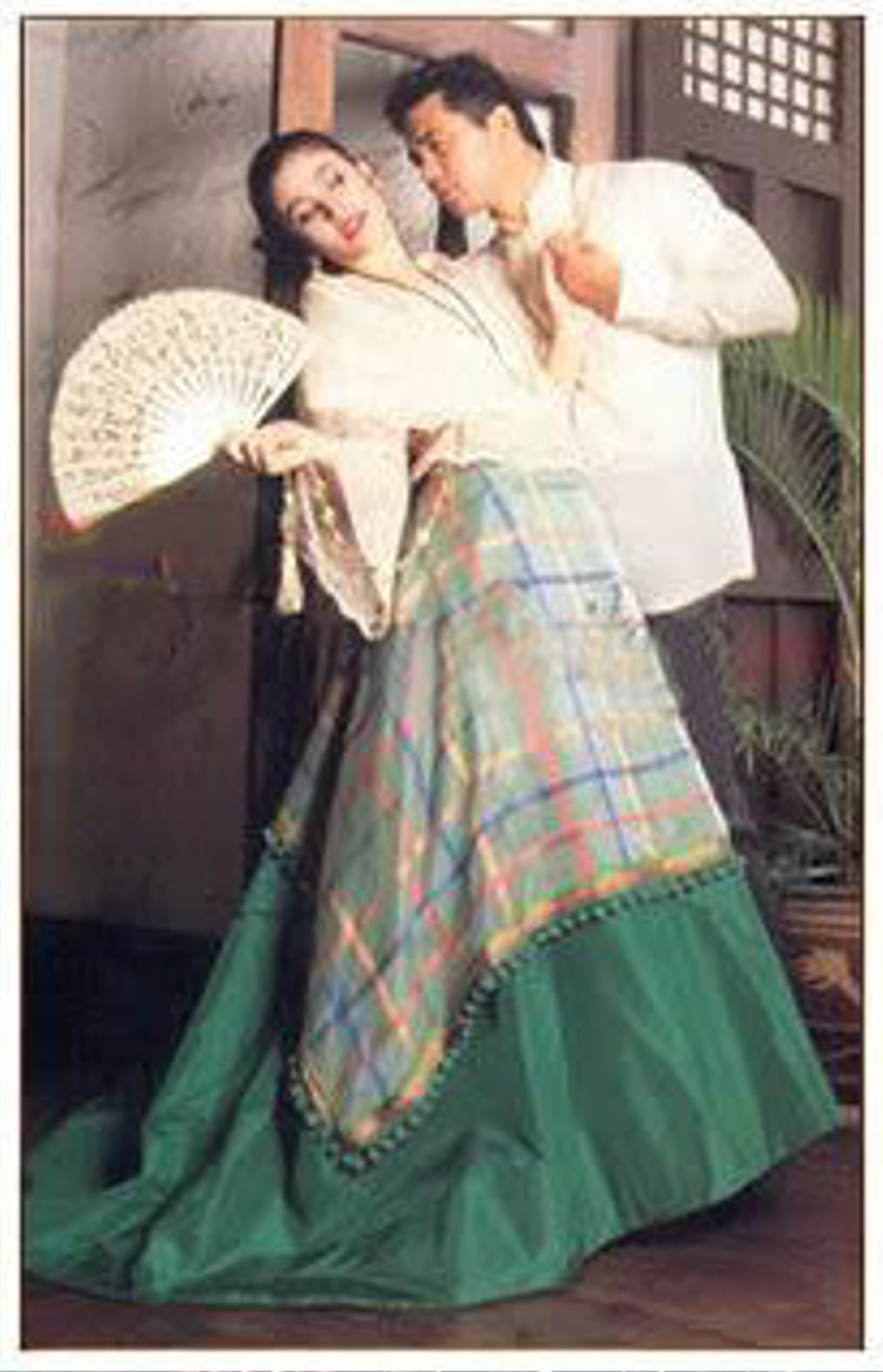
バロト・サヤ姿とバロンタガログのダンサー。Cariñosa
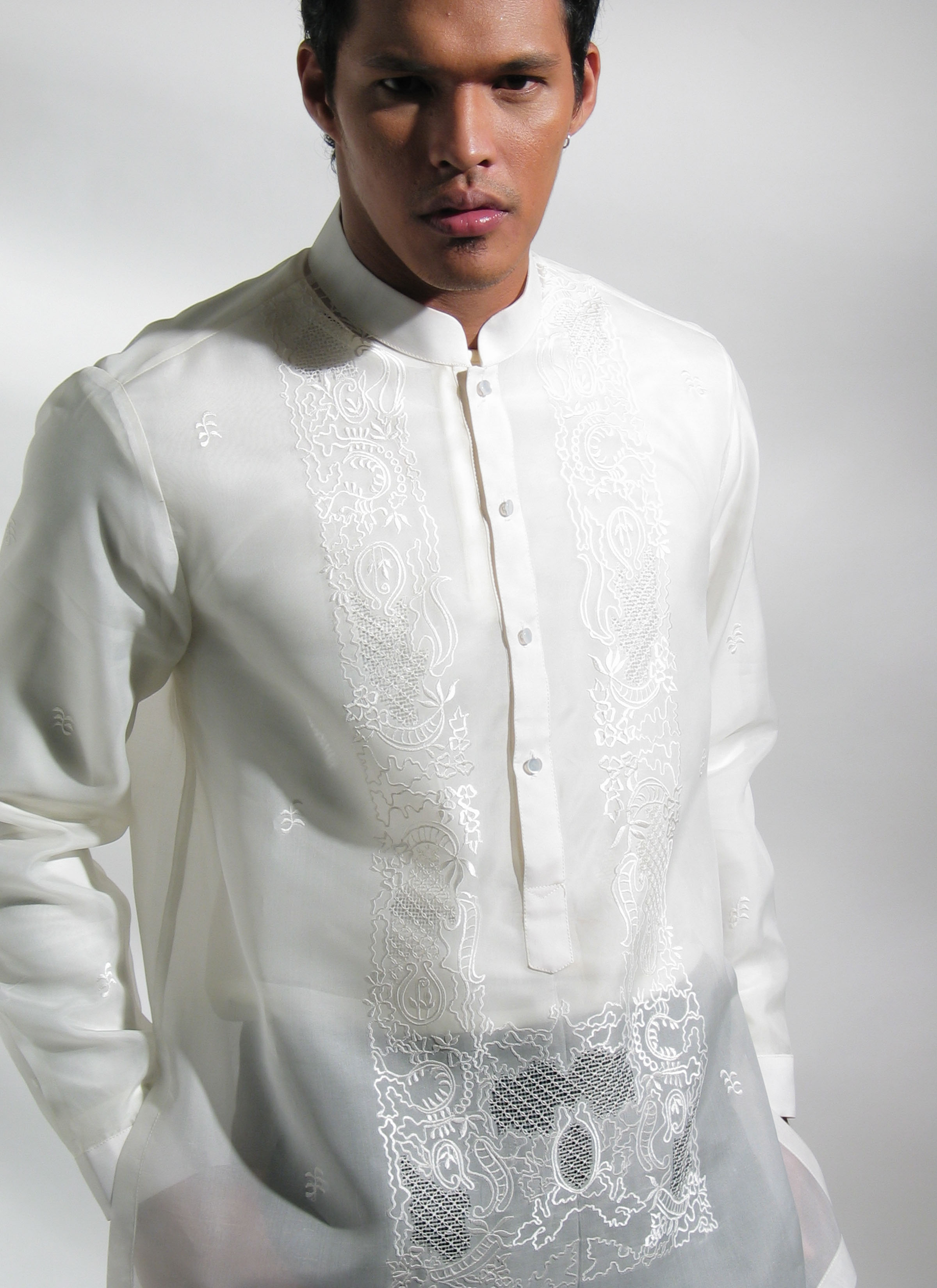
現代的なジュシ布のバロンタガログ。バンド襟。